# سوبر ديف
سوبر ديف مسلسل رسوم متحركة أمريكي من إنتاج شركة DIC الترفيه والمسلسل يحكي قصة البطل ديف الذي يساعد الضعفاء والمحتاجين .

## روابط خارجية
- سوبر ديف على موقع IMDb (الإنجليزية)
- سوبر ديف على موقع كينوبويسك (الروسية)
- سوبر ديف على موقع قاعدة بيانات الفيلم (الإنجليزية)